# Улянівка (Дніпровський район)
Уля́нівка — село в Україні, в Петриківській селищній громаді Дніпровського району Дніпропетровської області. Населення за переписом 2001 року становить 468 осіб.

## Географія
Село Улянівка знаходиться на відстані 1 км від села Чаплинка. Навколо села кілька іригаційних каналів. Поруч проходить автомобільна дорога Т 0405.

## Історія
- Село Ульянівка засновано переселенцями з сіл Петриківка та Лобойківка в 1927 році.

## Населення

### Мова
Розподіл населення за рідною мовою за даними перепису 2001 року:
| Мова       | Кількість | Відсоток |
| ---------- | --------- | -------- |
| українська | 449       | 95.94%   |
| російська  | 19        | 4.06%    |
| Усього     | 468       | 100%     |

## Об'єкти соціальної сфери
- Школа I-II ст. з 2014 року закрита.
- Фельдшерсько-акушерський пункт.

## Відомі люди
В селі народились:
- Мазан Михайло Семенович (1920—1944) — радянський військовий льотчик, Герой Радянського Союзу.
- Плахотя Савелій Миколайович — Герой Радянського Союзу.